# Manfreda potosina
Manfreda potosina är en sparrisväxtart som först beskrevs av Benjamin Lincoln Robinson och Jesse More Greenman, och fick sitt nu gällande namn av Joseph Nelson Rose. Manfreda potosina ingår i släktet Manfreda och familjen sparrisväxter. Inga underarter finns listade i Catalogue of Life.